# 东城街道 (兴平市)
东城街道，是中华人民共和国陕西省咸陽市兴平市下辖的一个乡镇级行政单位。

## 行政区划
东城街道下辖以下地区：
东南社区、西南社区、东北社区、西北社区、西关社区会、兴化社区、北街村、东街村、西街村、南街村、正东村、正西村、大阜村、小阜村、王庄村、惠子坊村、周村、万址坊村、马干村、时下村、高店村、窑头村、尹村、庄头村、北门村和东堡子村。